# C. J. Mahaney

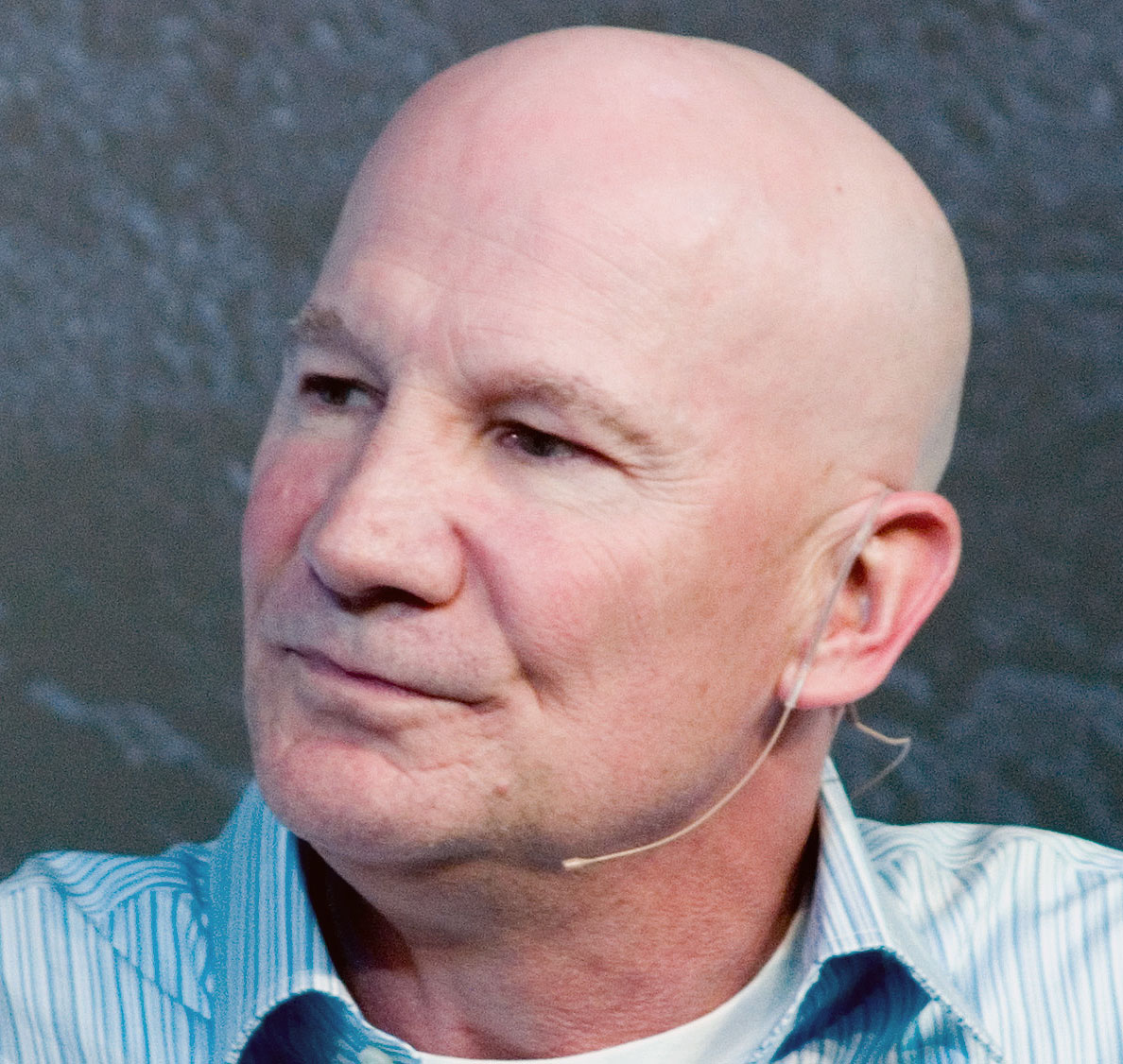
Imagem de Charles Joseph Mahaney.

Charles Joseph Mahaney lidera a equipe de liderança do Sovereign Grace Ministries (antigo povo de destino internacional ou co-fundou com PDI Tomczak Larry), uma rede formada para estabelecer e apoiar as igrejas locais, e foi um dos pastores fundadores e líderes da igreja de vida de aliança , em Gaithersburg, 'Maryland. 
Ele atualmente co-anfitriões do Juntos para a conferência Evangelho com Mark Dever, Duncan Ligon e Albert Mohler e atua no Conselho da Aliança de Evangélicos Confessionais, e as tábuas do Conselho sobre Masculinidade e Feminilidade Bíblica e Christian Counseling and Educational Fundação.

## Algumas publicações
- Por que Pequenos Grupos?
- Disciplinas para a Vida
- Cristo nosso Mediador
- The Cross Centered Life
- Living the Cross Centered Life
- Sexo, Romance e a Glória de Deus
- Humildade: Verdadeira Grandeza
- Mundanismo